# De ontrouwe echtgenote
De ontrouwe echtgenote is een volksverhaal uit Marokko.

## Het verhaal
Een man wil dat zijn vrouw een maagdelijke echtgenote huwt. Een vrouw is al gescheiden, maar vraagt de jongen tegen zijn vader te zeggen dat ze nog maagd is. De vader heeft zijn zoon schatten getoond, hij mag ze alleen aan een eerlijke vrouw laten zien. De vrouw volgt haar man, die doet alsof hij ruzie maakt met een vriend. De vriend doet alsof hij slaat en de man doet alsof hij blind is. De slager is de minnaar van de vrouw en ze eten vlees, de vrouw geeft de restjes aan haar man. Na een maand doet de man de doek van zijn ogen en zegt alles gezien te hebben. Er volgt een scheiding, maar de vrouw heeft de schatten al weggehaald. De man heeft dit ook gezien en wil zijn schatten terug. De slager heeft echter het goud weggenomen. De vrouw had een man en een fortuin, maar zo wordt de vrouw gestraft.